# Ama Dablam
L'Ama Dablam è una vetta di 6.812 m s.l.m.che si trova in Nepal nella valle del Khumbu Himal, nel Parco nazionale di Sagarmatha (regione dell'Everest) e domina la valle del Dudh Kosi ("fiume di latte") che porta verso i campi base del Lhotse, Everest ed altri picchi del Mahalangur Himal comunemente identificato come Khumbu.
Definita per la sua forma slanciata il Cervino dell'Himalaya, la sua scalata presenta notevoli difficoltà e la  si può ammirare lungo il trekking al campo base dell'Everest in particolare dal Monastero buddista di Thyangpoche (Tengboche, 3850 m) e le vallate del Dudh Kosi fino a Chukkung. La montagna è oggetto del film dello scalatore Reinhold Messner, presentato nel 2017 al Bergfestival di Bressanone con lo stesso nome.

Ama Dablam
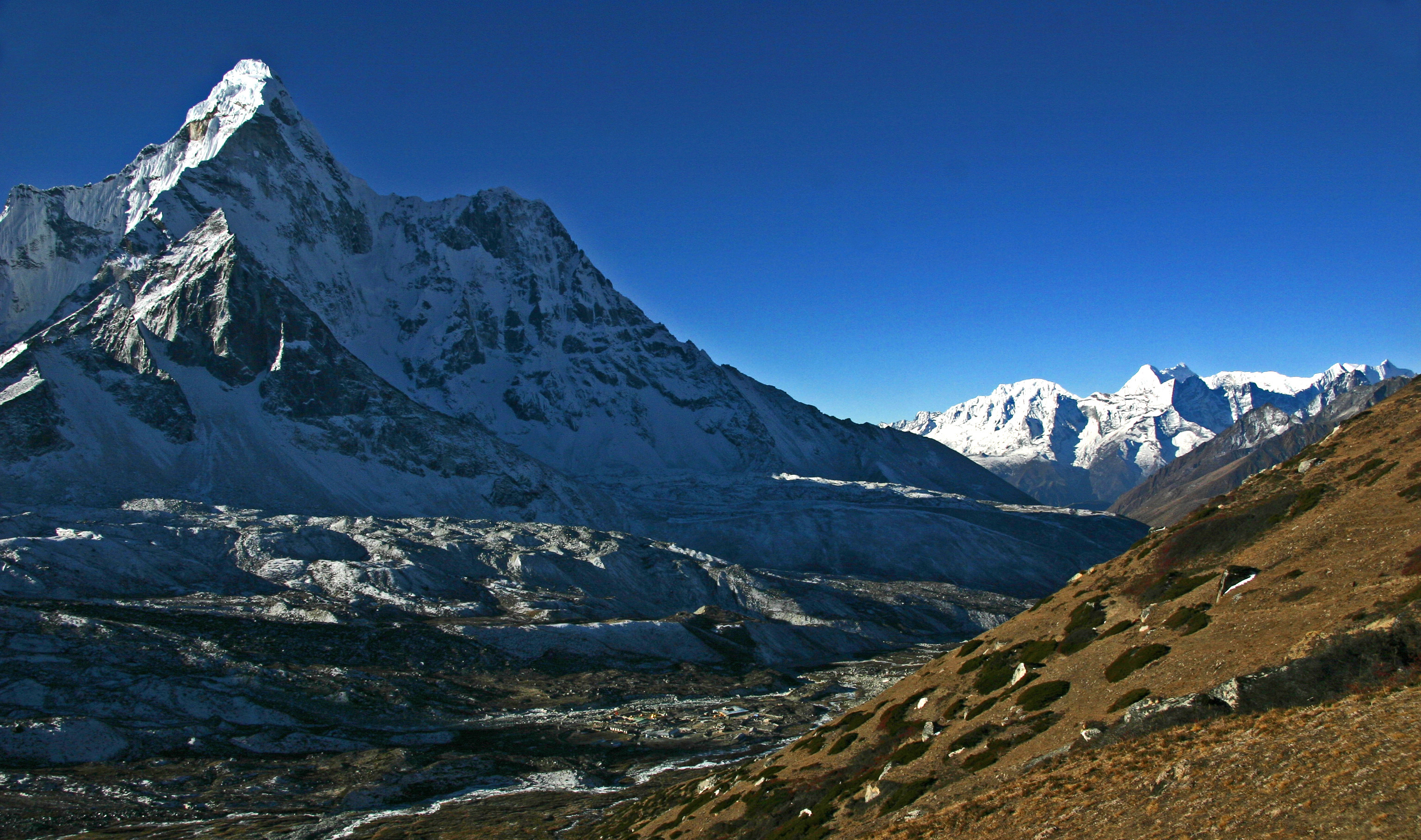
Visto da Chhukung Ri
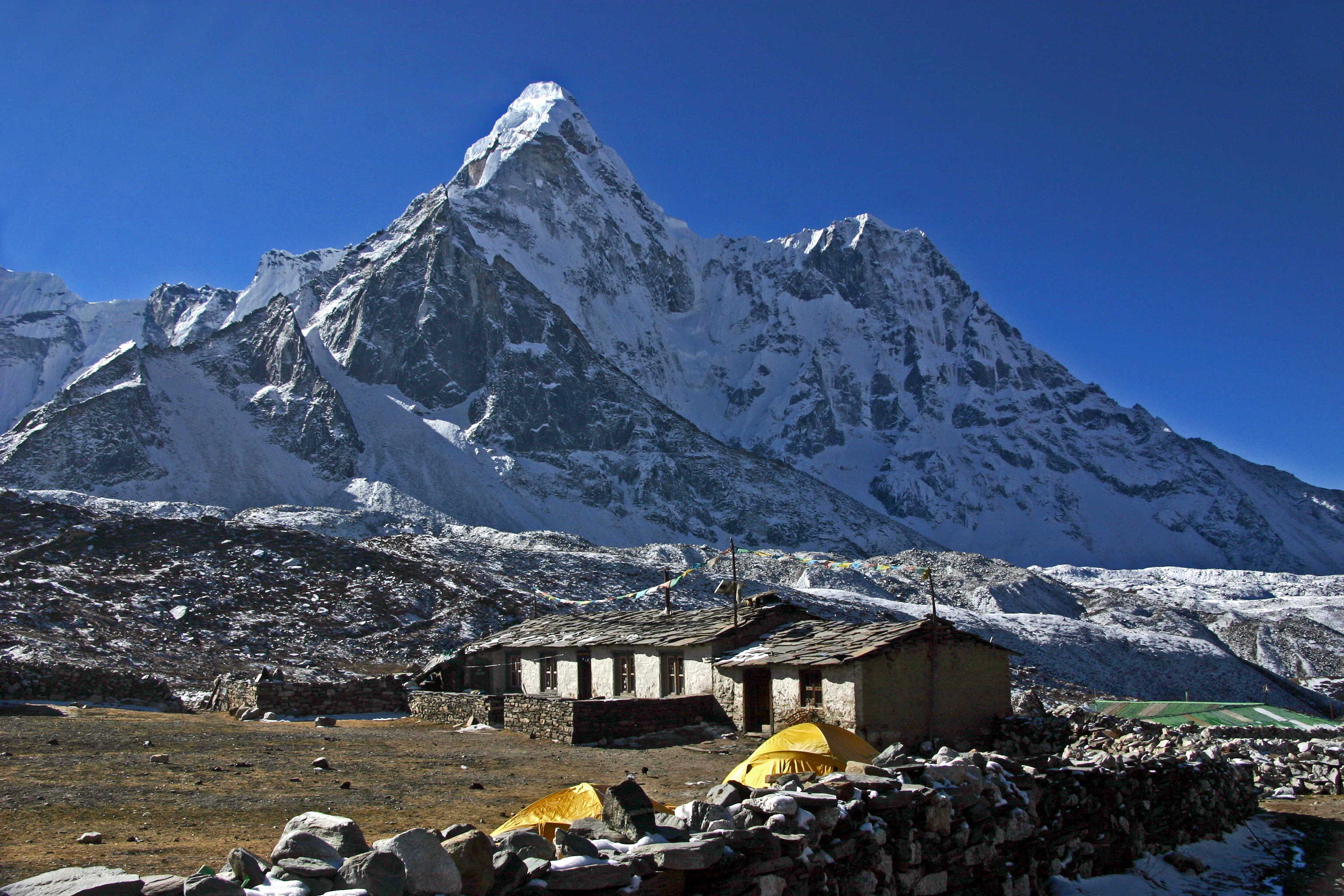
Visto da Chhukung
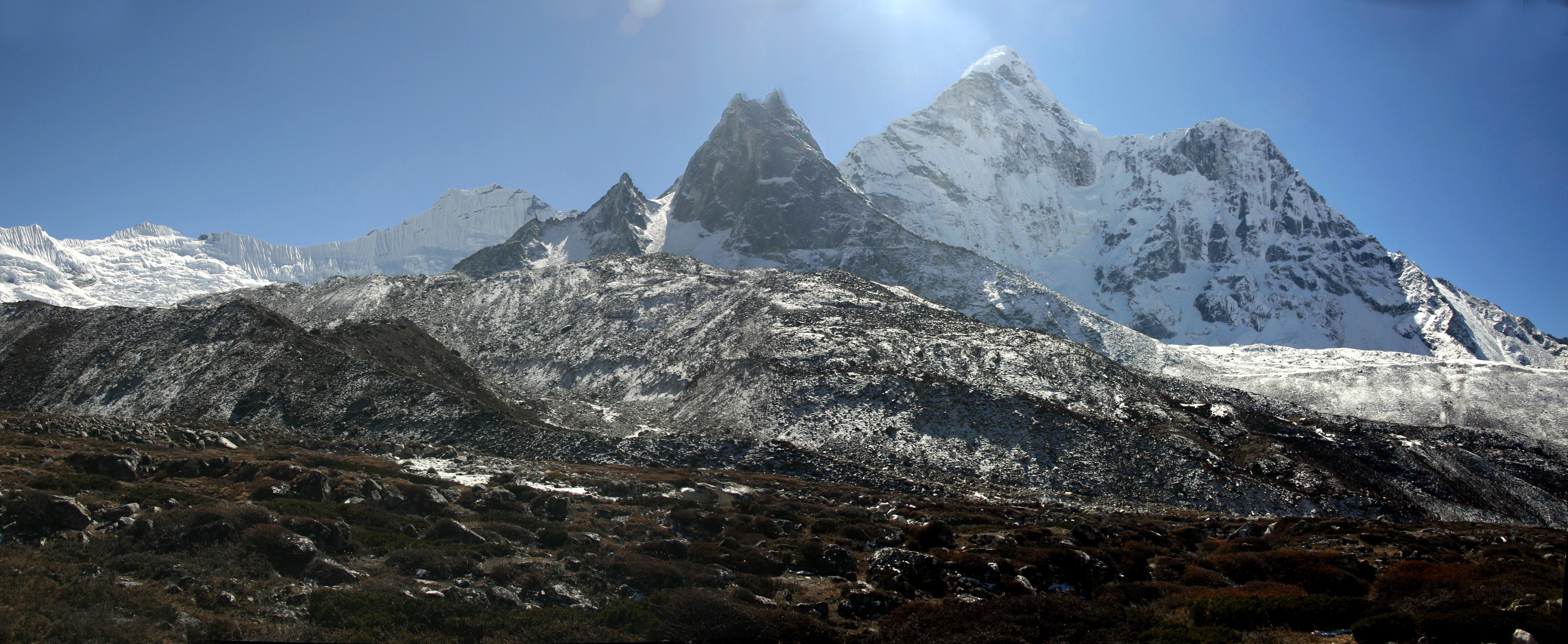
Panorama
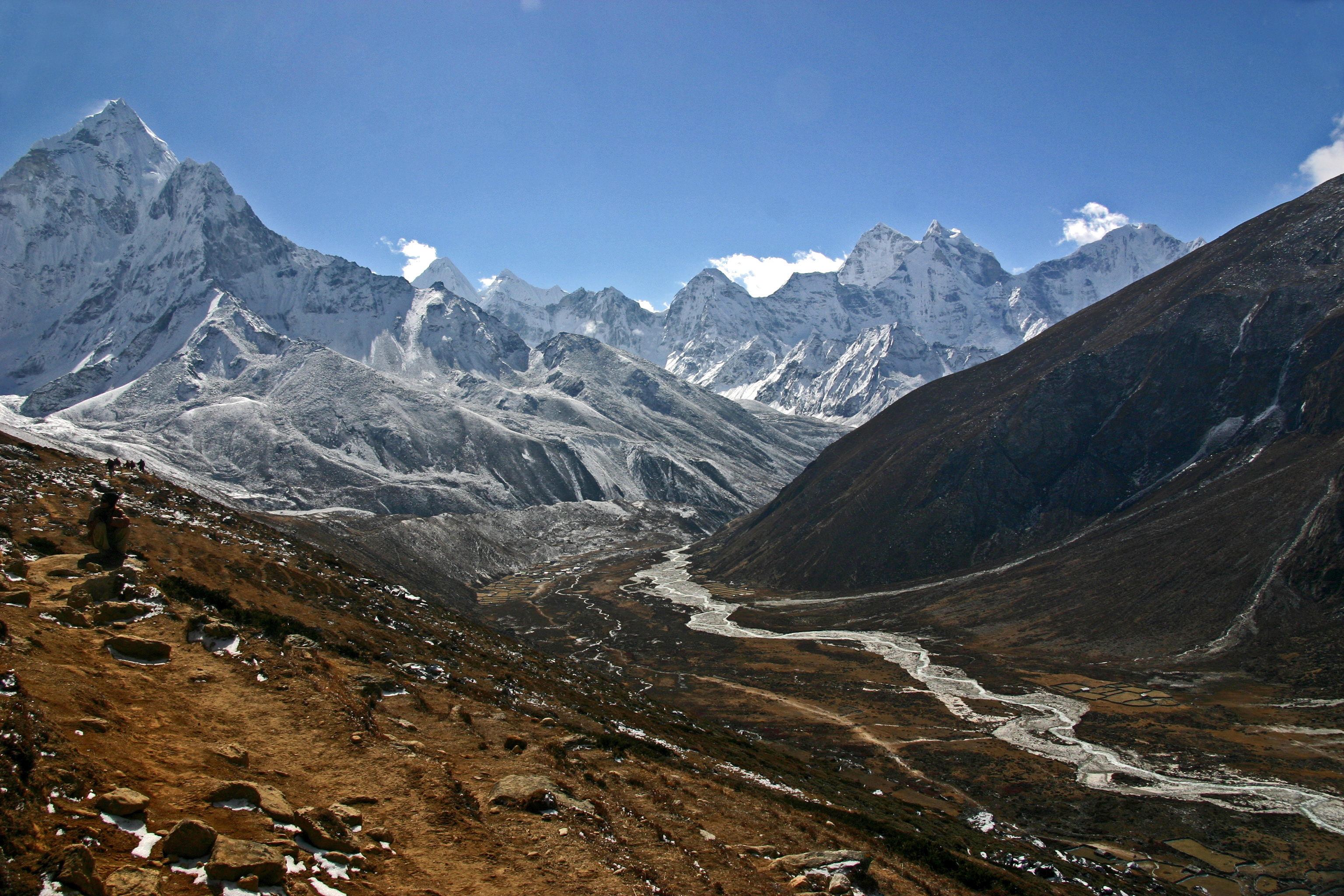
Tra Dughla e Dingboche
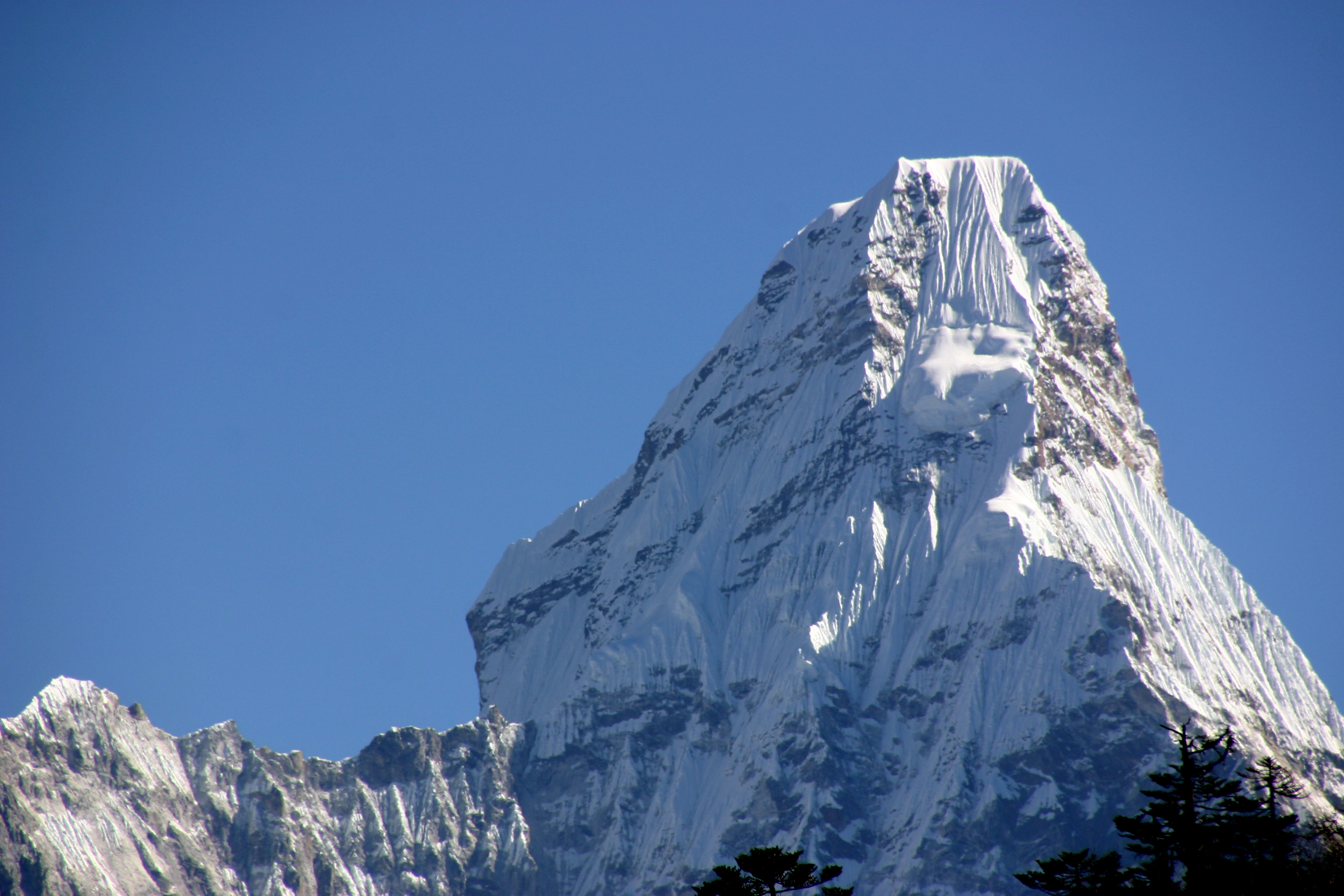
Visto da Namche Bazaar
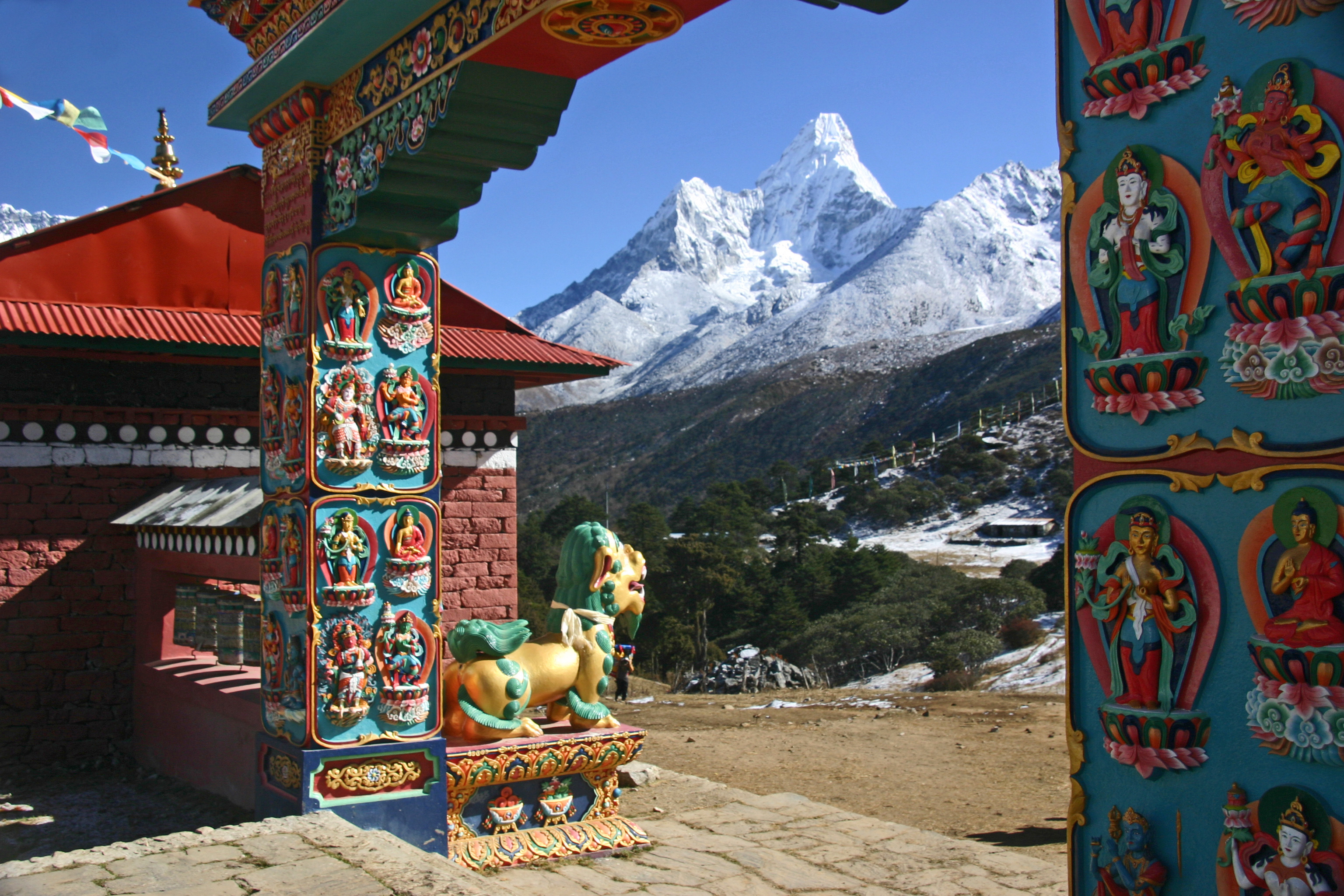
Tengboche e Ama Dablam